# Le Cri de l'innocence (film)
Pour les articles homonymes, voir Le Cri de l'innocence.
Pour plus de détails, voir Fiche technique et Distribution.
Le Cri de l'innocence (titre original : Il grido dell'innocenza) est un film muet italien réalisé par Augusto Genina, sorti en 1914.

## Fiche technique
- Titre : Le Cri de l'innocence
- Titre original : Il grido dell'innocenza
- Réalisation : Augusto Genina
- Société de production : Cines
- Pays de production :  Royaume d'Italie
- Langue : italien
- Format : Noir et blanc – 1,33:1 – 35 mm – Muet
- Genre : film dramatique
- Longueur de pellicule : 950 mètres
- Durée : 35 minutes
- Année : 1914[1]

## Distribution
- Pina Menichelli : Amelia
- Annibale Ninchi : Giovanni
- Lea Giunchi : Liana
- Raffaello Vinci : Enrico